# Друз Старший
Неро́н Кла́вдий Друз Герма́ник (лат. Nerō Claudius Drusus Germanicus), при рождении Де́цим Клавдий Друз (лат. Decimus Claudius Drusus), часто — Друз Ста́рший, также упоминается как Децим Клавдий Нерон, Нерон Клавдий Друз, Друз I и Друз Клавдий Нерон (14 января 38 год до н. э. — 9 год до н. э.) — римский военачальник, брат императора Тиберия Клавдия. Младший сын Ливии. Отец Германика и императора Клавдия.

## Семья и происхождение
Друз был вторым ребёнком в семье Нерона Старшего, принадлежавшего к ветви древнего патрицианского рода Клавдиев, ведущей начало от консула Тиберия Клавдия Нерона, сына Аппия Клавдия Цека.
Мать — Ливия Друзилла, дочь Марка Клавдиана, приходившегося родным сыном Аппию Клавдию Пульхру; этот Марк Клавдиан происходил из Клавдиев, но усыновлённый после потери родителей Марком Ливием Друзом стал формально принадлежать к плебейскому сословию.
Отец Друза поддерживал республиканцев, воевал против Октавиана во время Филиппийской войны, потом поддерживал Секста Помпея, затем Марка Антония. Принимал участие в Перузийской войне на стороне Луция Антония и Фульвии. В 40 г. до н. э. его семья была вынуждена бежать из Рима, опасаясь проскрипций и преследования со стороны победившего в гражданской войне Октавиана. Сначала Нерон Старший и Ливия устремились на Сицилию, потом спасались в Греции с маленьким Тиберием на руках, родившимся в Риме 16 ноября 42 г. до н. э..
В 39 г. до н. э. Октавиан провозгласил амнистию, и семья смогла вернуться в Рим. В том же году Ливия была представлена Октавиану. Легенда гласит, что Октавиан влюбился в Ливию с первого взгляда. Так или иначе, но он развёлся со своей второй женой Скрибонией в тот самый день, когда она родила ему дочь Юлию Старшую. Тогда же Нерон Старший был вынужден развестись с Ливией, которая была на шестом месяце беременности.
14 января 38 г. до н. э. у Ливии родился сын — Друз, а через 3 дня Октавиан женился на Ливии. На свадьбе присутствовал Нерон Старший в качестве отца детей Ливии, а также в качестве посаженного отца невесты. Ходили слухи, что Друз, брат Тиберия, на самом деле ребёнок Октавиана, а не Нерона Старшего, однако эта версия не нашла своего подтверждения.
До 33 г. до н. э. братья жили в доме своего отца. В том году Нерон Старший скончался, и оба мальчика переехали в дом своей матери и Октавиана. Дети получили хорошее воспитание. Октавиан готовил обоих мальчиков к политической карьере. В 29 г. до н. э. братья проезжают вместе с Октавианом в его колеснице по случаю триумфа в честь победы в битве при Акции. В 16 г. до н. э. Друз женился на дочери Марка Антония и Октавии Младшей, Антонии Младшей, которой в том году было 20 лет. Антония по материнской линии была племянницей Августа.
От этого брака у пары было трое детей — Германик, один из выдающихся полководцев и популярнейший политик; Ливилла, сыгравшая значительную роль в заговоре Сеяна против Тиберия; и Клавдий, ставший в 41 году императором.
Несмотря на то, что Антония рано осталась вдовой после смерти Друза, она никогда более не вышла замуж, хотя и прожила после его кончины почти пятьдесят лет. Всю жизнь Тиберий и Друз были очень близки между собой. Они, даже, в обход римских обычаев назвали своих первенцев не своими именами, а именами друг друга. Хотя и ходили слухи, что Тиберий отравил Друза, слухи эти, скорее всего, не имели под собой никаких оснований.

## Карьера
В 19 до н. э. Август разрешает своим указом братьям занимать магистратные должности на 5 лет раньше ценза. Примерно в то же время начинается политическая карьера обоих братьев. Сначала квестором становится Тиберий, а затем, в 15 до н. э., и Друз.
В том же году Друз впервые получает опыт командования армией. В Реции он дает отпор бандитам, поддерживаемым вождями местных племен, которые совершали набеги на римские поселения. Совместно с Тиберием он полностью уничтожил не только самих нападавших, но и поддерживающие их племена.
В 13 до н. э. Август отослал Друза правителем в Галлию на подавление восстания, вспыхнувшего в провинции из-за действий предыдущей администрации. Пока Друз мирными методами пытается усмирить недовольных, в Галлию вторгаются германцы, и нападают на несколько римских поселений. Друз выбивает германцев с римских территорий и сам переходит Рейн. Со своими легионами он дошёл до Северного моря и обложил ежегодной данью фризов.
В 11 до н. э. Друз вернулся в Рим, где получил, в награду за свой поход, чин городского претора (praetor urbanus). Однако Друз не остался в городе и снова уехал в провинции. Весной он снова перешел Рейн и вторгся на территорию германских племен, где дал несколько битв и обложил племена данью. В начале зимы, когда армия Друза возвращалась обратно в Галлию, она была атакована германцами на марше, однако Друз сумел не только перегруппировать силы, но и полностью разбить нападавших.
После этой победы войска провозгласили его императором и возложили на него триумфальные регалии. В качестве пропретора
Друз остался командовать армией и на следующий год. В 10 до н. э. хатты, объединившись с сикамбрами, атаковали лагерь Друза, однако были легко отброшены.
После этой победы Друз встретился с Тиберием и Августом в Лугдуне (совр. Лион, Франция), где находилась и Антония, родившая там Клавдия, после чего все выехали в Рим. Друз обладал большой популярностью и легко был выбран на должность консула. Не дожидаясь официального вступления в должность, он снова уехал к армии.

## Последний год
Он снова разбил хаттов и подготавливал поход против маркоманов, когда был отозван в Галлию. Оттуда он должен был ехать в Рим, но решил дождаться Тиберия. Во время переезда в Галлию Друз упал с лошади, и эта рана, пока он ожидал брата, стала для него смертельной, вызвав, скорее всего, заражение крови.
В Рим тело Друза внесли самые знатные граждане Рима. Август приказал поместить его прах в Мавзолее Августа. Легионеры, с которыми он воевал, воздвигли ему посмертный памятник в Могонциаке (совр. Майнц, Германия). Сам он посмертно был удостоен почетного когномена «Германик» (Германский), который должен был передаваться в семье от отца к старшему сыну. Также на Аппиевой дороге была установлена триумфальная арка с трофеями в его честь.
Возможно, во время своей последней кампании Друз Старший, постоянно искавший на поле битвы германских вождей и предводителей (таких эпизодов было не меньше 3-х), чтобы лично с ними сразиться, мог добиться высшей военной почести в Древнем Риме — посвятить в храм Юпитера Феретрийского Spolia opima. Источники неоднозначны, но предполагают, что он потенциально мог захватить spolia opima у германского вождя, став таким образом четвертым и последним римлянином, удостоенным этой чести. Однако, независимо от того, действительно ли он смог сразиться с ними в бою, его безвременная смерть помешала ему пройти официальную церемонию их посвящения в храм. После смерти Друза Август положил лавры не в Храм Юпитера Оптимуса Максима, как он это делал раньше, а в Храм Юпитера Феретрийского. Дж. У. Рич предполагает, что это действие было сделано в подтверждение памяти Друза и если бы Друз был жив, то он сам бы поместил в храме spolia opima.
Позднее Август написал биографию Друза, однако она не сохранилась.